# ボイタタ

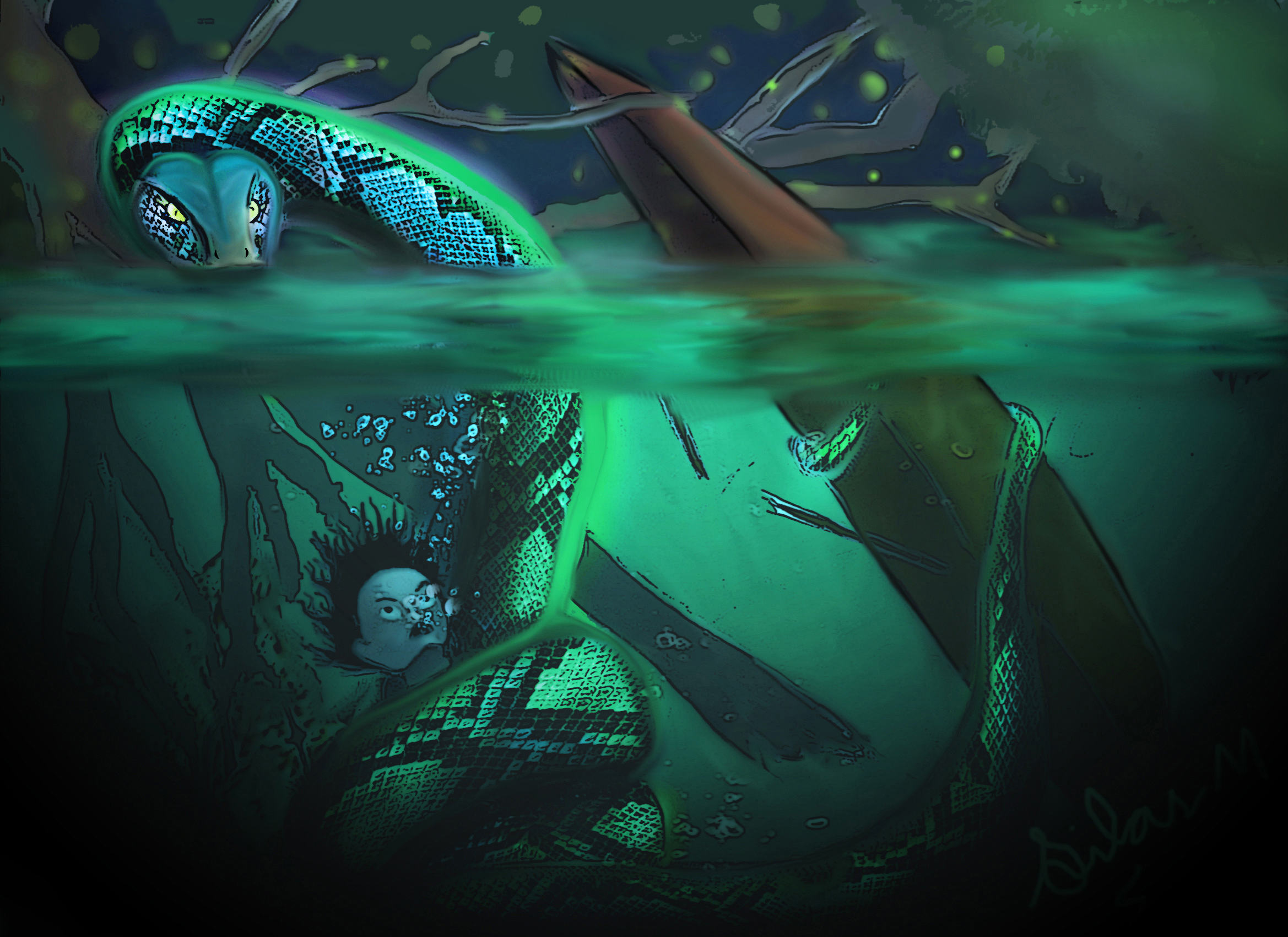
ボイタタが猟師を捕える図

ボイタタあるいはボイタター（ポルトガル語: Boitatá、トゥピ語の借用語）は、ブラジルの伝承におけるウィルオウィスプ的な鬼火現象、もしくは伝説の火の蛇。その火の蛇神は平野や森林にむやみに放火する人間たちを罰する。またサンタカタリーナ州では魔牛のような幻獣をさす。

## 名称
ボイタタ（boitatá、異綴り： baitatá, batatá）の語源は現地のトゥピ語・グアラニー語である。mba'e（「物」あるいは「原因、作用因子」）+ taʼta/tatá（「火」）の複合語であるが、 mbói（「蛇」）の影響も受けている。
地域によって呼称のぶれがあり、ブラジル中央部や南部では baitatá か batatá、 バイーア州では biatatá、ミナスジェライス州では batatal、サンパウロ州では biatatá、北東部では batatão である。異名に Jean de la foice や Jean Delafosse（「鎌のジョン」の意）があり、セルジペ州やアラゴアス州で用いられ、 イーリャ・デ・イタマラカー（島）ではJoão Galafuz と訛る。
ボイタタや、「鎌のジョン」（João Galafoice）系統の呼称は、鬼火の意味でもあり、すなわちブラジルでいう「フォグ・ファトゥ Fogo fátuo」と同義語でもある。だが一方でボイタタは伝説の火の蛇を意味することがあり、これは平野（や森林）の守護神である。またボイタタは、鼻から火を吹く伝説上の牡牛だともされることがある。
さらにはボイタタがパパン（子供を躾けるために怖がらせるボギーマンに相当する）の意味で使われることもあるという。

## 16世紀の記録
1560年5月31日付の書簡で、ジョゼ・デ・アンシエタ神父がこの怪異を  baetatá と呼び、「火の物」あるいは「すべて火であるそれ」のような意味であると釈義して解説している。それは、時の多くを海やや川近くで過ごし、よって水辺で遭遇することが多い。きらめく光線のようなものが向かってきて、先住民らに襲い掛かり、焼き殺すといわれる。そのありさまは、やはり恐れられる人殺しの妖怪クルピラにも似るとされる。
生物学者のヒトシ・ノムラは、これについて"その生きたる火が、輝く軌跡を残してゆきながら移動すると、その煌めく光線が走行して向かってくる[様は]イエズス会宣教師いわく、蛇がうねうね蛇行する様を想起させた"と述べている。

## 概説
火の蛇ボイタタ（古トゥピ語形：Mboitatá、[仮カナ表記]：ンボイタタ とも）は、マガリャンイス（1876年）の記述によれば、月の女神ジャシがすべての植物の守護神であり、その眷族のひとつがンボイタタで、平野（campos）の守りを分担しており、野焼きをしようとする者に対抗する。ときおり焼け丸太（méuanという）の姿になり、火つけ人を焼き殺す。
またボイタタは、 コブラ・グランデとも共通しており、いずれも水のある場所に住む恐ろしい蛇の怪物だと指摘される。
火の蛇ボイタタの伝承の本家は、リオグランデ・ド・スル州にあるという主張があり、作家のバルボザレッサやシモエンス・ロペス・ネットが克明にその地元の伝承を書き綴っている、と指摘される。リオグランデ・ド・スル州では、ボイタタは平野と森林の守護神であり、多くの異本では女性形 a boitatá （ポルトガル語の a は女性名詞の定冠詞）で表記される。
ロペス・ネット著『Lendas do Sul』（南部の伝説、1913年）では、ボイタタは "ときには黒ヘビ、ときには大蛇にも似、その明るく光る目は二つの信号灯のようだった"と描写される。
リオグランデ・ド・スル州の先住民の伝説（ロペスネットに拠る）では、昔、森林に夜ばかりがつづく時代が訪れた。暗いばかりでなく、豪雨が大洪水を引き起こした。恐怖した動物たちはみな、より高地の安全を求めた。そのとき暗い洞窟に棲んでいたアナコンダ（boiguaçu）が目を覚ました。 夜目が効くのが好都合し、獲物は漁りほうだいだった。そういうわけで好物である目玉ばかりを食らっていた。すると体に貯まった眼球が光りはじめ、体全体が発光し、"きらめく[数々の]瞳の塊、火々があわさった球、まばゆい閃光、すなわちボイタタ、火の蛇"となったのだという。だが偏食によりアナコンダは弱体しており、死んだ。ところがまた蛇として生き返り "目は二つの信号灯のようで、皮膚は透明、夜になるときらめきながら現れ、川沿いの平原を滑り進んでゆく"という。人間が平野で遭遇してしまうと、盲目、発狂、死に陥るという。その影響を避けるには、息も止めてじっとし、目もひしとかたく塞いでいなくてはならない、という。逃亡するのは危険で、もし逃げると蛇は樹海に火を放つ輩だと思い込んでしまう。
一方、サンタカタリーナ州の伝承では、ボイタタというのはいささか異なる幻獣であり、ジャーナリスト作家クリスピン・ミラの描写では（みなすところ牡牛の姿をしており）、"牡牛ほどに大きく、巨人のような足で、額のまんなかに巨眼がひとつ、らんらんと燃杭のように光っている。何を餌とするの、ねぐらはどこか、か誰も知らぬ。本当は、海馬のように海に出たり、ときおり想像上の炎獄の鳥のごとく樹木の上を飛ぶのである"。言語学者アマデウ・アマラル（1929年没、1848年刊）が指摘するように、トゥピ語の語根 mbói は「蛇」だが、ポルトガル語 boi 「牛」と取り違えやすいので、伝説の幻獣もそれにつられて変貌した、推察できる 。また、現地出身の民俗学者フランクリン・カスケスによるデッサン画に、ボイタタにまつわる図像30点ほどが残されており、その幾つかをみると角をはやした牛の容貌や体形だが、有翼で、二足で直立している構図である。

## 現代版の再話
マヌエル・フィリョ（Manuel Filho）の児童本『Quem Tem Medo do Boitatá?』（ボイタタ怖いの誰なんだ？ 2007年)では、主人公の祖父サンドリーニョがボイタタによって盲目にされる。
ジョセ・サントス（José Santos）の『O casamento do Boitatá com a Mula-sem-cabeça』（ボイタタと首無しラバの結婚、2007年)ではムラ・セン・カベッサ（首無しラバ）などブラジル民話の他の妖怪も動員。
マルコ・ハウレリオ著『A lenda do Batatão』（バタタン伝説、2012年)は、 6行詩節で書かれているが、バタタンはボイタタの異名。
アレクサンドラ ペリカオン（Alexandra Pericão）の作品集『Uaná他』（2011年）では、目を食らう蛇が登場、現代風タッチの滑稽作品で、“誰しも... その写真をネット公開できていなかった。その巨大なサイズにかかわらず、この蛇はそれほど影薄く、捕獲した者にしか見ることができない”等と書き綴られる。